# ベイブ/都会へ行く
『ベイブ/都会へ行く』（ベイブ/とかいへいく、原題：Babe: Pig in the City）は、1998年公開の映画。
前作『ベイブ』で活躍した子ブタが今度は都会でドタバタを引き起こすコメディー・ファミリー映画。アカデミー賞歌曲賞ノミネート作品。前作同様、調教された動物の他にCGやアニマトロニクスを駆使して撮影された。

## あらすじ
牧羊犬コンテストで優勝しベイブは一躍人気者になったが、相変わらず牧場でのんびりと過ごしていた。しかしある日、主人のホゲットはベイブのせいで大怪我をしてしまう。同じ頃、銀行が借金の返済を求めて農場を差し押さえてしまう。働けなくなったホゲットの代わりに借金を返済するために、ホゲットの妻エズメとベイブは招待されていたイベントに出席して出演料をもらうため都会へ向かった。しかし、空港に着いたエズメは麻薬の運び屋と間違えられて取り調べを受けることになり、イベントに出席できなくなってしまった。途方に暮れるエズメとベイブは親切な空港の清掃員の紹介で、ペット宿泊可能なホテルに泊まることになった。そこは犬や猫、チンパンジーやオランウータンなどが住んでいた。
ベイブはエズメが出かけている間に道化師ファグリーの部屋に迷い込み、彼のペットのセロニアスたちと一緒に仕事をすることになるが、ベイブのミスで火事を起こしてしまう。体調を崩していたファグリーは衰弱して病院に入院することになる。同じ頃、エズメはベイブを探しに街中に向かい、そこで不良たちとトラブルになり警察に逮捕されてしまう。誰もいなくなったホテルでは、チンパンジーのボブ、ズーティとベイブが食糧を探しに街中に向かうが、そこで猛犬のルテリアに遭遇し、ベイブは街中を追い回される。ベイブは橋から落ちそうになったルテリアを助けたことで彼から感謝され、同時に街中の野良犬や猫たちに慕われるようになる。
ベイブは行き場のない犬、猫たちをホテルに連れ込み一緒に一晩を過ごし、子供を生んだボブとズーティを祝福するが、その騒ぎに気付いた近隣の住人が保健所に通報したため、動物たちは保健所に連れて行かれてしまう。捕まらずに済んだベイブは、フェルディナンド、フリーリックたちと共に保健所に救出に向かう。同時に、釈放されたエズメもベイブを探して、ホテルの女主人ランドレディと共に保健所に向かう。
動物たちを助け出したベイブは保健所を脱出するが、近くのホテルのパーティー会場に紛れ込んでしまう。会場にはエズメとランドレディも現れ、ベイブたちをつまみ出そうとするホテルマンたちとの間で大騒ぎとなるが、ベイブは無事にエズメの元に戻った。騒ぎが収まった後、ランドレディはエズメと相談してホテルをパーティー会場として貸し出すことに決め、エズメはホテルの賃貸料を受け取り借金を完済し、農場を取り戻した。ランドレディは動物たちと共に農場に移住し、ベイブたちと暮らし始める。

## 登場人物
エズメ・ホゲット
演 - マグダ・ズバンスキー
アーサーの妻。夫とは仲睦まじい。
アーサー・ホゲット
演 - ジェームズ・クロムウェル
ベイブの飼い主。ベイブのせいで大怪我を負う。
ランドレディ
演 - メアリー・ステイン
動物だらけのホテルの経営者。動物を無下に扱う地元の環境に辟易して田舎へ引っ越す。
ファグリー・フルーム
演 - ミッキー・ルーニー
ランドレディの叔父。
ベイブ
演 - エリザベス・デイリー
子豚。
フェルディナンド
演 - ダニー・マン
アヒル。
フライ
演 - ミリアム・マーゴリーズ
ボーダー・コリー。
レックス
演 - ヒューゴ・ウィーヴィング
ボーダー・コリー。頑固者で難聴。
ズーティ
演 - グレン・ヘドリー
チンパンジー。
ボブ
演 - スティーヴン・ライト
チンパンジー。
セロニアス
演 - ジェームズ・コスモ
オランウータン。
ルテリア
演 - スタンリー・ラルフ・ロス
ピットブル。

## キャスト
| 役名                       | 俳優(声の出演)             | 日本語吹き替え | 日本語吹き替え | 日本語吹き替え |
| 役名                       | 俳優(声の出演)             | ソフト版       | 日本テレビ版   | NHK版          |
| -------------------------- | -------------------------- | -------------- | -------------- | -------------- |
| エズメ・ホゲット           | マグダ・ズバンスキー       | 山本与志恵     | 野沢雅子       | 松岡洋子       |
| アーサー・ホゲット         | ジェームズ・クロムウェル   | 内田稔         | 犬塚弘         | 辻萬長         |
| ランドレディ               | メアリー・ステイン         | 宮寺智子       | 小原乃梨子     | 野沢由香里     |
| ファグリー・フルーム       | ミッキー・ルーニー         | 飯塚昭三       | 原語版流用     | 原語版流用     |
| 子豚のベイブ               | (エリザベス・デイリー)     | 田中真弓       | 山田千晴       | くまいもとこ   |
| アヒルのフェルディナンド   | (ダニー・マン)             | 清水明彦       | 江原正士       | 中尾隆聖       |
| ボーダー・コリーのフライ   | (ミリアム・マーゴリーズ)   | 此島愛子       | 野沢由香里     | 高島雅羅       |
| ボーダー・コリーのレックス | (ヒューゴ・ウィーヴィング) | 坂口芳貞       | 若松武史       | 中村秀利       |
| ズーティ                   | グレン・ヘドリー           | 渡辺美佐       | 皆口裕子       | 石塚理恵       |
| ボブ                       | スティーヴン・ライト       | 水野龍司       | 山路和弘       | 小杉十郎太     |
| セロニアス                 | ジェームズ・コスモ         | 滝口順平       | 内海賢二       | 池田勝         |
| ピットブルのルテリア       | スタンリー・ラルフ・ロス   | 青森伸         | 樋浦勉         | 梅津秀行       |
| ピンクのプードル           | ルシー・テイラー           | 滝沢ロコ       | 向井真理子     | 佐藤しのぶ     |
| フリーリック               | アダム・ゴールドバーグ     | 岩崎ひろし     | 斎藤志郎       | 江原正士       |
| ナレーター                 | ロスコー・リー・ブラウン   | 橋爪功         | 土師孝也       | 小倉久寛       |

- 日本テレビ版 - 初放送2002年4月12日 『金曜ロードショー』
- NHK版 - 初放送2005年1月5日『衛星映画劇場』[2]

## アカデミー賞ノミネート
ランディ・ニューマン作詞作曲のThat'll Doがアカデミー歌曲賞にノミネートされている。